# The Music College, Angered
The Music College är en musikskola i Angered i Göteborg, grundad 2010.
The Music College startades hösten 2010 och drivs i samverkan med Folkhögskolan i Angered och Högskolan för scen och musik vid Göteborgs universitet. Syftet är att bereda en postgymnasial grundutbildning för unga människor inom respektive musikgenre inom populärmusik – till exempel elektronisk musik, hiphop, rockmusik, pop, världsmusik, jazz – som en högskoleförberedande ettårig linje, där man även vid behov kan komplettera sin allmänna gymnasieutbildning. I utbildningen ingår bland annat musikteori, ensemblespel, musikproduktion, rörelse/kroppsmedvetenhet, röstträning och olika praktiska och koncentrationsmässiga delar för att fungera i ett dagligt musikeryrke.
Skolan startades på initiativ av musikhögskolans projektansvariga Maria Larsson, samt musikerna Max Flövik, Vanessa Liftig och musikhögskolans Sten Källman. Skolan verkar också för en framtida möjlig utvidgning av musikhögskolornas utbildningsprogram att även innefatta populärmusikgenrer.